# Plex venos Batson
Plexul venos Batson (venele Batson) este o rețea de vene, fără valvule, din corpul uman, care leagă venele pelvine profunde și venele toracice (drenând capătul inferior al vezicii urinare, sânului și prostata ) de plexurile venoase vertebrale interne. 

## Semnificație clinică
Datorită localizării lor și a lipsei valvulelor, se crede că oferă o cale de răspândire a metastazelor cancerului.    Aceste metastaze apar în mod obișnuit în cancerul organelor pelvine, cum ar fi rectul  și prostata  și se pot răspândi în coloana vertebrală sau creier.   Plexul poartă numele anatomistului Oscar Vivian Batson (1894 - 1979), care l-a descris pentru prima dată în 1940.  Plexul Batson face parte din sistemul venos cerebrospinal.
Plexul venos Batson poate permite, de asemenea, răspândirea infecției într-un mod similar. S-a demonstrat că infecțiile tractului urinar, precum pielonefrita, se răspândește și poate provoca osteomielita vertebrelor pe această cale. Osteomielita într-un astfel de caz se va trata concomitent cu același antibiotic care tratează infecția tractului urinar, deoarece ambele infecții provin din același organism.